# Convento del Sagrado Corazón de Jesús de Agullent

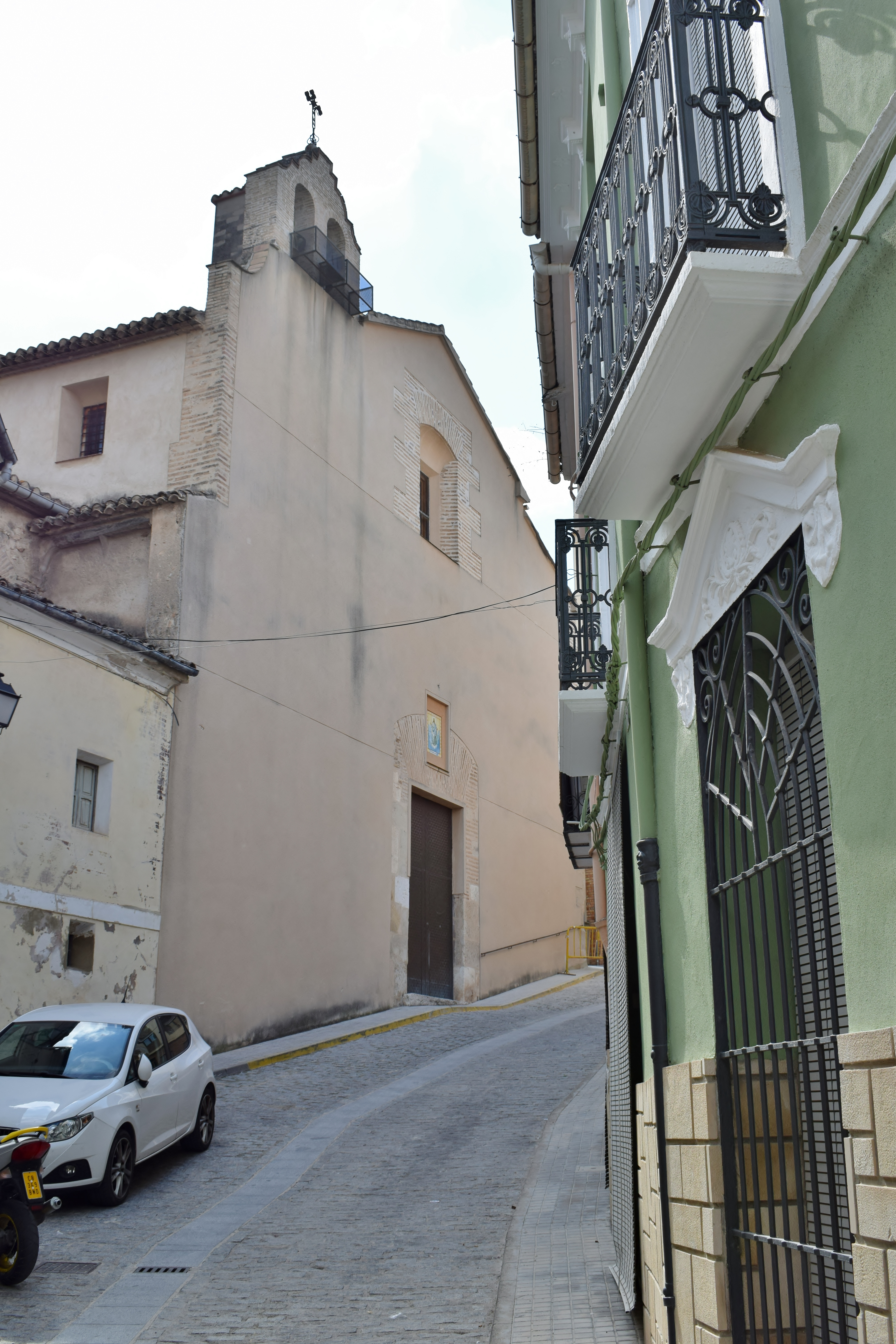
Fachada de la iglesia.

El Convento del Sagrado Corazón –también llamado de San Jacinto y de las Capuchinas- es un convento situado en la calle de Joaquín Pons, en el municipio de Agullent. Es Bien de Relevancia Local con identificador número 46.24.004-004.

## Historia
El edificio del convento fue edificado por los Dominicos en 1585 como Convento de San Jacinto. Después de la desamortización, en 1889, las monjas capuchinas lo rebautizar con el nombre de Sagrado Corazón de Jesús. Durante la Guerra Civil el edificio fue utilizado como asilo de refugiados. En 1971 se recuperó la denominación inicial debido a la adquisición de la regencia del convento por la comunidad de Justinianos, quienes vivieron en el convento en régimen de clausura. En 1994 se restauró la fachada principal.

## Descripción
El edificio incluye un patio central, un huerto y una serie de dependencias relacionadas con las actividades cotidianas de la comunidad que lo habita. El convento es de estilo colonial y de decoración renacentista. La fachada es compacta y sencilla, como es habitual en los edificios conventuales, y guarda la privacidad de los mojes. Destaca en ella el contraste entre sus muros lisos y las esquinas y remates de puertas y ventanas realizados en ladrillos. Ese contraste es prácticamente la única decoración exterior del edificio. Sobre la puerta principal hay un panel cerámico devocional, y otro sobre la puerta de la capilla. La fachada está rematada por una espadaña de ladrillo en el lado izquierdo, con dos vanos para sendas campanas y coronada con una cruz de hierro.
Hay también una capilla dedicada a la Virgen del Rosario y un conjunto de relojes de sol en el claustro.